# Oaks, Missouri
Oaks är en ort (village) i Clay County i Missouri. Vid 2010 års folkräkning hade Oaks 129 invånare.